# برایان دراموند
برایان دراموند (انگلیسی: Brian Drummond؛ زادهٔ ۱۰ اوت ۱۹۶۹) یک هنرپیشه و صداپیشه اهل کانادا است. وی از سال ۱۹۹۳ میلادی تاکنون مشغول فعالیت بوده‌است.
از فیلم‌ها یا برنامه‌های تلویزیونی که وی در آن نقش داشته است می‌توان به یادداشت مرگ و افسانه پسرک ابریشمین اشاره کرد.